# Звёздный корсар
«Звёздный корсар» (укр. Зоряний корсар, также известен как Кольца змея) — научно-фантастический и философский роман украинского советского писателя Олеся Бердника. Многие литературные критики считают этот роман вершиной творчества автора. Роман исследует глубокие темы человеческой духовности и эволюции общества. Отрывок под названием «Межзвёздная нянька» впервые опубликован в 1961 году в киевской русскоязычной газете «Комсомольское знамя». Ещё один отрывок, «Страшный суд», появился в 1965 году в журнале «Людина і світ». В 1968 году в журнале «Ранок» опубликована новелла «Бунт космократоров», изначально предназначенная для незавершённого фантастического романа-феерии «Судья и любовь», но включённая в «Звёздный корсар». В 1971 году отрывки из повести «УР» были опубликованы в газете «Молодая гвардия», которые вошли без изменений в полный роман, изданный в том же году издательством «Радуга». Однако значительная часть тиража была изъята советской цензурой из библиотек и книжных магазинов. Несмотря на это, роман стал культовым среди украинской интеллигенции и многократно переиздавался, преимущественно в изданиях диаспоры, а также на иностранных языках. Первый перевод на русский язык опубликован в 1991 году. В УССР роман переиздан в 1989 году, позже многократно переиздавался в независимой Украине, включая издание 1995 года вместе с его продолжением — романом «Камертон Дажбога».

## Темы
Основные темы романа связаны с развитием человеческой духовности, эволюцией общества, а также физическим и духовным совершенствованием человека. Эти процессы связаны не только с выходом человечества в межпланетное и межгалактическое пространство, но и с преодолением трёхмерного пространства в многомерность. Роман подчёркивает уникальность человеческой души, свободу выбора судьбы и образа жизни, необходимость непрерывного творческого развития как личности, так и общества. Он критикует застой в обществе, избыточное регулирование и ограничение прогресса. Описание деспотического общества на планете Ара, напоминающего социалистический строй и, возможно, намекающего на советский режим, привело к запрету романа в СССР. Бердника обвиняли в национализме, пропаганде мистицизма и идеализма, что привело к его исключению из Союза писателей СССР. Описание космонавтов, поднимающихся в 2082 году на Говерлу, украшенную украинским народным искусством, противоречило советской идеологии, предполагавшей исчезновение национальных идентичностей после достижения коммунизма и формирование единого «советского народа».
По словам самого Бердника, образ Звёздного корсара — Гориора — символизирует Иисуса Христа как бунтаря против зла и проводника в мир радости и любви.

## Сюжет

### Часть первая
Роман начинается с описания жизни украинского учёного Сергея Гореницы, исследующего природу времени, в частности его течение и возможность изменения однонаправленного хода времени. Во время размышлений ему является образ запорожского казака-характерника Вогневика, владеющего «Чёрной грамотой» — устройством, которое общается и предсказывает будущие события. Гореница предполагает, что это артефакт высокоразвитой инопланетной цивилизации, способный манипулировать временем.
С помощью друга, разбирающегося в гипнозе, Гореница совершает гипнотическое путешествие, чтобы воплотиться в Вогневика и узнать о Чёрной грамоте. Он входит в сознание казака и узнаёт, что устройство попало к нему от пленённого турка, который нашёл его в Египте, возможно, в гробнице Александра Македонского. Рассказ Вогневика прерывается битвой с татарским отрядом, в которой он и его спутники погибают. Казачий отряд позже побеждает татар и хоронит Чёрную грамоту вместе с Вогневиком у Девичь-Горы, хотя в Украине много холмов с таким названием. Археологические раскопки Гореницы на одном из таких мест оказываются неудачными.
После потери невесты и защиты докторской диссертации на тему «Проблемы многомерности» Гореница находит Чёрную грамоту, которую называет Чёрным папирусом. Вступая в диалог с ним, он спрашивает о победе над временем. Папирус советует изменить подход человечества к познанию мира, ориентируясь на любовь и взаимопонимание, отмечая, что механические машины не достигнут высшего уровня познания, хотя со временем могут развить такое осознание. В качестве примера Папирус показывает Горенице видение Земли 2082 года, где космический корабль «Любовь» с экипажем из семи пар, включая украинцев Богдана и Лесю Полумяных, отправляется к Эпсилон Эридана для создания колонии. Оснащённый технологией восстановления психического и генетического кода экипажа, корабль меняет курс после обнаружения сигналов разумных существ с звезды на полпути к Эпсилон Эридана.
Леся, будучи беременной, рожает двух сыновей во время полёта. Корабль попадает в мощный поток радиации, из-за чего экипаж погибает, кроме новорождённых, защищённых в изолированном отсеке. Универсальный робот (УР) принимает человекоподобную форму, чтобы воспитывать детей, и направляет корабль к планете, испускающей сигналы. Планета покрыта густыми лесами и океаном. УР обнаруживает башни, передающие сигналы, но находит лишь подвижные хищные растения. Для безопасности он несколько лет держит мальчиков на корабле, завершая их обучение, прежде чем исследовать планету. Они изучают башни, но не находят разумной жизни. Воздушные древесные хищники похищают мальчиков, но УР спасает их после нападения на хищников миниатюрных цветов. Мальчики отравлены, но цветы, оказавшиеся разумными обитателями планеты, предоставляют противоядие. Эти растения, выжившие после космической катастрофы, освоили путешествия в гиперпространство с минимальными затратами энергии.
УР расшифровывает сигналы планеты, выясняя, что они исходят из другой звёздной системы, где высокоразвитая цивилизация деградировала из-за технологий, устранивших необходимость труда. УР и мальчики посещают эту планету, обнаруживая заброшенные спутники и население, занятое лишь удовлетворением базовых потребностей с помощью автоматов. После долгих поисков они встречают Ишвари, последнюю недеградировавшую жительницу, поддерживающую центральный синтезатор планеты. Она присоединяется к экипажу, получив разрешение вернуться на Землю. Ишвари влюбляется в УР, который отвечает взаимностью, но страдает из-за своей роботизированной природы. Используя технологию корабля, УР создаёт себе человеческое тело из клеток родителей мальчиков. По возвращении на Землю экипаж воскрешают, и УР, став человеком, начинает новую жизнь с Ишвари, планируя вернуться на планету цветов и пробудить деградировавшую цивилизацию. Гореница осознаёт, каким должен быть дальнейший путь развития человечества, и убеждается, что Чёрный папирус моделирует бесконечность, давая ответы на философские вопросы и разгадку тайны его души.

### Часть вторая
Вторая часть повествует о молодом криминологе Григории Бове, мечтающем стать новым Шерлоком Холмсом, изучающем кибернетику, генетику, историю религий, эзотерические учения, санскрит и эсперанто. Его начальник поручает найти пропавшего три года назад на охоте директора ликёро-водочного завода Куринного, в деле которого обнаружена крупная растрата. Жена Куринного умерла, осталась дочь Галина, медицинская сестра в киевской больнице. Бова встречается с Галиной, чтобы выяснить, не поддерживает ли она контакт с отцом, и между ними возникает любовь.
Во сне Бова переносится на планету Ара, значительно опережающую Землю в развитии. Бессмертные жители Ары обладают неограниченными ресурсами, но страдают от апатии, деградации мышления, роста преступности среди молодёжи и попыток самоубийства, предотвращаемых автоматами. Бова воплощается в Меркурия, космического следователя, лояльного координатору Ары Ариману. Дети обвиняют Меркурия в том, что система Ары — замаскированное рабство. На планетарном конгрессе Ариман выражает беспокойство по поводу снижения психопотенциала цивилизации. Учёные предлагают уничтожить Ару для создания нового мира или вернуться к первобытному обществу. Ариман предлагает создать трёхмерный мир для отвода энергии Ары, контролируя его конфликты. Космократоры, возглавляемые Горикорнем и включающие возлюбленную Меркурия Громовицу, отвергают это как преступление, предлагая переход отдельных личностей в многомерность. Ариман заключает их в тюрьму и начинает свой проект. Бова делится сном с Галиной, которая считает, что он связан с их судьбой.
В другом сне психопотенциал Ары возрастает за счёт нового мира, но космократоры сбегают. Ариман поручает Меркурию их поймать, связывая побег с запрещённым Звёздным корсаром, Гориором. Меркурий изучает Гориора, бывшего друга правителя Ары Кареоса, который приоритизировал материальные потребности, что привело к инволюции. Кареос заключил Гориора в психиатрическую больницу, объявив его мёртвым. Гориор сбежал с Аэрасом, достигшим космического сознания, позволявшего левитировать и проходить сквозь стены. Они основали колонию на Астероиде Свободы, занимаясь самосовершенствованием. Гориор перехватывал корабли Ары, убеждая людей присоединиться к нему. Кареос отправил свою невесту Гледис убить Гориора, но она перешла на его сторону. Гориор спас её от казни, и они перешли в другое измерение, избежав Кареоса, который вскоре умер.
Меркурий узнаёт, что Гориор и Гледис помогли космократорам бежать, предложив им жить на трёхмерной планете — Земле, чтобы способствовать революциям и изменениям, с универсальным информатором для сохранения памяти об их мире. Меркурий сообщает Ариману, который приказывает уничтожить группу. На Земле Меркурий, раненый и потерявший память, становится первобытным человеком, завершая сон Бовы.
Бова узнаёт, что Куринный найден, но вскоре Галина и её отец объявлены убитыми в Киеве. Куринный носил неразрушимый кубок, который исчез. Он утверждал, что был «на том свете», что привело к его помещению в психиатрическую больницу. Бова замечает, что убитая женщина — не Галина. В больнице записи Куринного показывают, что он во время охоты попал в параллельный мир, где встретил предков, осудивших его работу на заводе. Они делились кубком с «вином бессмертия», но Куринный, признанный недостойным, нашёл его пустым. Он вернулся с кубком через три года.
Ариман посылает на Землю нового следователя Ягу, который убивает Куринного и отправляет Галину (Громовицу) в монастырь XIX века, где находится другой космократор, Юлиана (Мария). Сергей Гореница идентифицирован как Горикорень, а Бова — как Меркурий. Ариман прибывает на Землю под видом индийца Сингха, чтобы разобраться с космократорами. Бова находит в монастырских рукописях упоминание о монахине Василине, называвшей себя Галиной Куринной, которую считали одержимой. Он обращается к Горенице, который проводит эксперимент с путешествием во времени. Бова находит Галину и Юлиану, но появляется Ариман, заявляя, что убил Горикорня, и требует кубок. Звёздный корсар Гориор появляется, передаёт кубок Громовице, которая пьёт вино бессмертия. Гориор объявляет объединение потоков времени, позволяющее соединить людей Земли с ноосферой. Ариман исчезает, а Гориор сообщает, что Горикорень жив, призывая космократоров продолжать борьбу за духовное и физическое развитие человечества.

## Критика
Изначально роман подвергся жёсткой критике в московских литературных журналах, Бердника обвиняли в «космическом национализме», «хохломании в космосе» и антисоветских взглядах. Однако за рубежом переиздания получали положительные отзывы. Современные критики переосмысливают философию романа. В предисловии к изданию 2007 года философ Владимир Ильин отмечает, что роман изображает мир вечной борьбы добра и зла, подчёркивая важность духовного роста, уникальности личности и сохранения украинских культурных ценностей. Канадский учёный украинского происхождения Владимир Красноголовец считает идеи романа актуальными, поскольку современные демократические системы часто требуют подчинения личности установленным рамкам свободы.

## Переводы
Роман «Звёздный корсар» переведён на 26 языков, включая французский в 1985 году под названием La Confrérie Étoilée и русский в 1991 году под названием Звёздный Корсар.

## Влияние на жизнь автора
Дочь Олеся Бердника Громовица названа в честь героини романа «Звёздный корсар», а сын Радан — в честь персонажа другого романа Бердника «Огнесмех».

### Трилогия «Судья и любовь»
- Бердник О. Межзвёздная нянька. Н.-ф. рассказ // Комсомольское знамя. — 1961. — 20-26 сентября.
- Бердник О. Межзвёздная нянька // Бердник О. Марсианские «зайцы». — К.: Детиздат, 1962. — С. 3-27. Архивировано 6 декабря 2018 года.
- Бердник О. Межзвёздная нянька (рассказ, пер. Ст. Борина, иллюстр. Й. Юцевича) // Бердник О. Межзвёздная нянька. Авторский сборник. — Екатеринбург: Издательский дом «Тардис», 2014. — С. 107—128.
- Бердник О. Страшный суд. Фант. повесть / Илл.: В. Крыжановский, А. Мисицкий // Людина і світ. — 1965. — № 2. — С. 49-55. Архивировано 6 декабря 2018 года.[45]
- Бердник О. Страшный суд. Фант. повесть / Илл.: В. Крыжановский, А. Мисицкий // Людина і світ. — 1965. — № 3. — С. 43-50. Архивировано 6 декабря 2018 года.
- Бердник О. Бунт Космократоров. Новелла из феерии «Судья и любовь» / Илл.: М. Дахно // Ранок. — 1968. — № 5. — С. 17-20. Архивировано 6 декабря 2018 года.

### Издания «Звёздного корсара» на украинском языке
- Бердник О. УР: Отрывки из фантастической повести // Молодая гвардия. — 1971. — 18-28 апреля.
- Бердник О. Звёздный корсар. — К.: Радуга, 1971. — 376 с.
- Бердник О. Звёздный корсар. — Торонто: Издательство «Добрая книга», 1981. — 264 с. — (Серия «Добрая книга», № 216).
- Бердник О. Звёздный корсар // Бердник О. Огненный всадник. — К.: Молодь, 1989. — С. 55-366.
- Бердник О. Кольца змея (Ч. 1) // Бердник О. Камертон Дажбога. — К.: Украинский писатель, 1996. — С. 4-280.
- Бердник О. Звёздный корсар // Бердник О. Звёздный корсар. — К.: Триада-А — «Афон» ВД, 2004. — С. 9-368.
- Бердник О. Звёздный корсар // Бердник О. Избранные произведения. — К.: Книга, 2007. — С. 15-329.
- Бердник О. Звёздный корсар // Бердник О. Звёздный корсар. Пути титанов. — Х.: Издательский дом «Инвестор», 2009. — С. 7-362.
- Бердник О. Звёздный Корсар. — Львов: Издательство «Terra Incognita», 2019. — 376 с.

### На других языках
- Бердник О. Чёрный папирус, Бунт космократоров [отрывки] // Бердник О. La Confrérie Étoilée. — P.I.U.F. Париж — Fides Монреаль, 1985. Архивировано 16 ноября 2018 года. — С. 39-68.
- Бердник О. Звёздный корсар. — М.: Советский писатель, 1991. — 382 с. — ISBN 5-265-02022-5.
- Бердник О. Звёздный корсар. — К.: Издательский дом «Афон», 2005. — 352 с. — ISBN 966-8731-04-2.
- Бердник О. О жизни, о смерти, о любви… [отрывки] // Фанданго 6. — Симферополь: ТО «КаФКа» (Клуб Фантастов Крыма), 2009. — С. 137—141.